# Diocese de Bilbau
A Diocese de Bilbau (em latim: Dioecesis Flaviobrigensis) é uma diocese da Igreja Católica localizada no município de Bilbau, na província da Biscaia, Comunidade Autônoma do País Basco. É pertencente a Arquidiocese de Burgos na Espanha. Foi fundada em 2 de novembro de 1949 pelo Papa Pio XII. Com uma população católica de 1 022 000 habitantes, sendo 87,6% da população total, possui 426 paróquias com dados de 2021.

## História
Em 2 de novembro de 1949 o Papa Pio XII cria a Diocese de Bilbau através dos territórios da Diocese de Santander e da Diocese de Vitória.

## Lista de bispos
A seguir uma lista de bispos desde a criação da diocese em 1949.
|                   | Nome                             | Período      | Notas                           |
| Bispos            | Bispos                           | Bispos       | Bispos                          |
| ----------------- | -------------------------------- | ------------ | ------------------------------- |
| 7.º               | Joseba Segura Etxezarraga        | 2021 - atual |                                 |
| 6.º               | Mario Iceta Gavicagogeascoa      | 2010 - 2020  | Nomeado arcebispo de Burgos     |
| 5.º               | Ricardo Blázquez Pérez           | 1995 - 2010  | Nomeado arcebispo de Valladolid |
| 4.º               | Luis María de Larrea y Legarreta | 1979 - 1995  |                                 |
| 3.º               | Antonio Añoveros Ataún           | 1971 - 1978  |                                 |
| 2.º               | Pablo Gúrpide Beope              | 1955 - 1968  | Faleceu no cargo                |
| 1.º               | Casimiro Morcillo González       | 1950 - 1955  | Nomeado arcebispo de Saragoça   |
| Bispos auxiliares |                                  |              |                                 |
|                   | Joseba Segura Etxezarraga        | 2019-2021    | Elevado a Bispo                 |
|                   | Mario Iceta Gavicagogeascoa      | 2008-2010    | Elevado a Bispo                 |
|                   | Carmelo Echenagusia Uribe        | 1995-2008    |                                 |
|                   | Juan María Uriarte Goiricelaya   | 1976-1991    | Nomeado Bispo de Samora         |